# Hickory (Carolina do Norte)
Hickory é uma cidade localizada no estado norte-americano de Carolina do Norte, no Condado de Burke e Condado de Caldwell e Condado de Catawba. A cidade foi incorporada em 1870.

## Demografia
Segundo o censo norte-americano de 2000, a sua população era de 37.222 habitantes.
Em 2006, foi estimada uma população de 40.583, um aumento de 3361 (9.0%).

## Geografia
De acordo com o United States Census Bureau tem uma área de
72,7 km², dos quais 72,7 km² cobertos por terra e 0,0 km² cobertos por água. Hickory localiza-se a aproximadamente 293 m acima do nível do mar.

## Localidades na vizinhança
O diagrama seguinte representa as localidades num raio de 8 km ao redor de Hickory.